# Provodín
Obec Provodín (německy Mickenhan) se nachází v okrese Česká Lípa, kraj Liberecký. Žije zde 720 obyvatel.

## Historie
První písemná zmínka o obci pochází z roku 1376.

## Části obce
- Provodín
- Srní u České Lípy

## Doprava

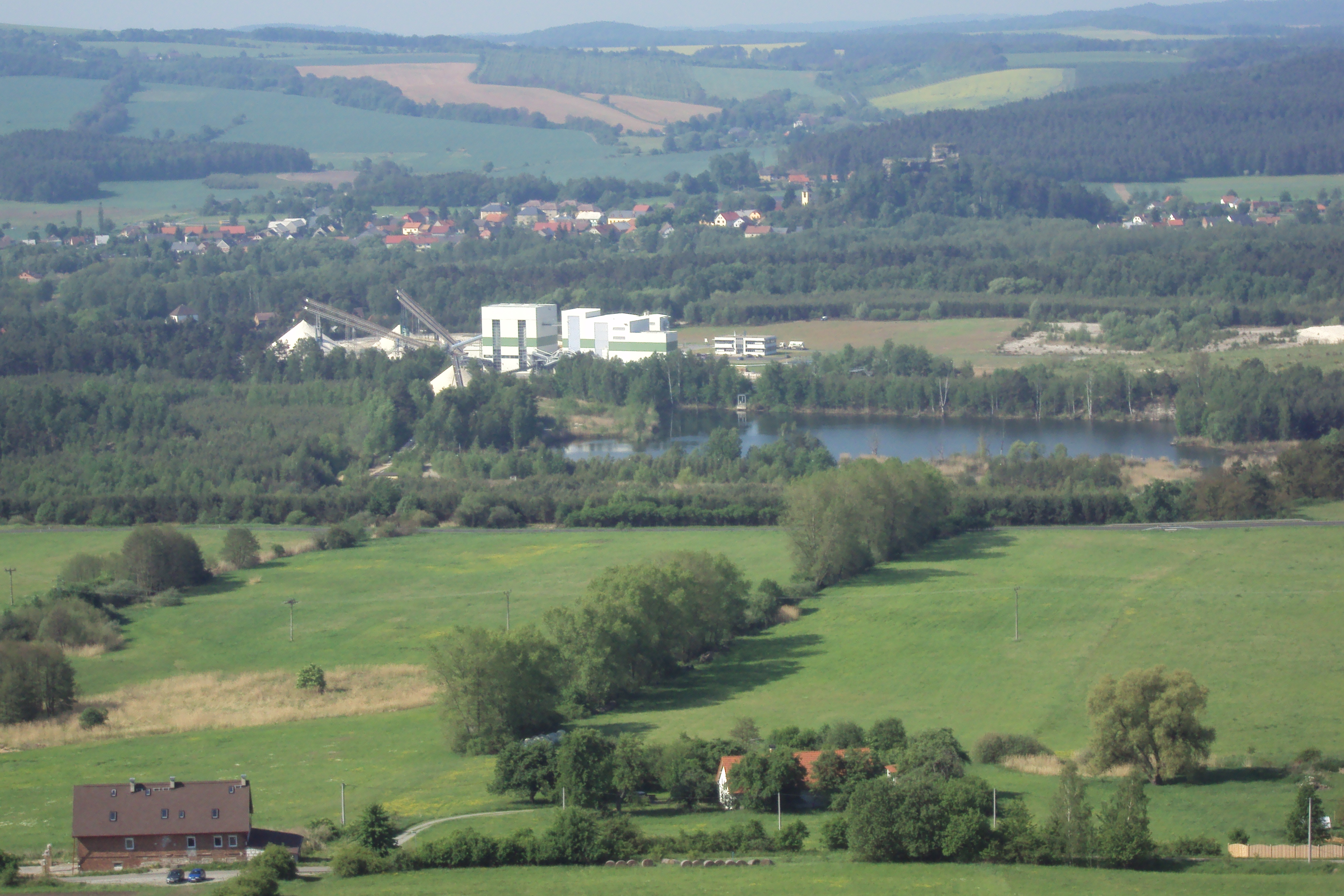
Areál pískovny z vrcholu Provodínských kamenů

Obcí prochází železniční trať 080 z Bakova nad Jizerou do České Lípy a Jedlové, V obci se nacházejí dvě nádraží. V Provodíně se nachází stanice, pojmenovaná po nedaleké obci Jestřebí. Druhá stanice se nachází v části obce Srní u České Lípy. V obou stanicích zastavují pouze osobní vlaky, na zastávce v Srní jen některé vybrané spoje. Obec má též pravidelné autobusové spojení s Českou Lípou.

## Místní zajímavosti
- Závod Provodínské písky na zpracování písku a na jeho následnou úpravu na sklářský písek. V oblasti je také několik pískoven, ve kterých je tento písek těžen.
- Přírodní památka Provodínské kameny.[4] Součástí lokality je skála Spící panna (dříve Lysá skála) a vrch Puchavec, který se svými lomy dříve patříval  k nejvýznamnějším mineralogickým lokalitám na Českolipsku
- Kostelík sv. Prokopa na Lesním hřbitově
- Památný strom Douglaska u Provodína[5] – douglaska tisolistá v Horním Provodíně, u cesty (přibližné souř. 50°37′10″ s. š., 14°36′36″ v. d.)

## Pamětihodnosti
V centru Provodína stojí památkově chráněný zájezdní hostinec. Dobře zachovalý roubený objekt čp. 39  pochází z roku 1766. Další dva památkově chráněné roubené domy se nacházejí v Srní u České Lípy. 

## Galerie

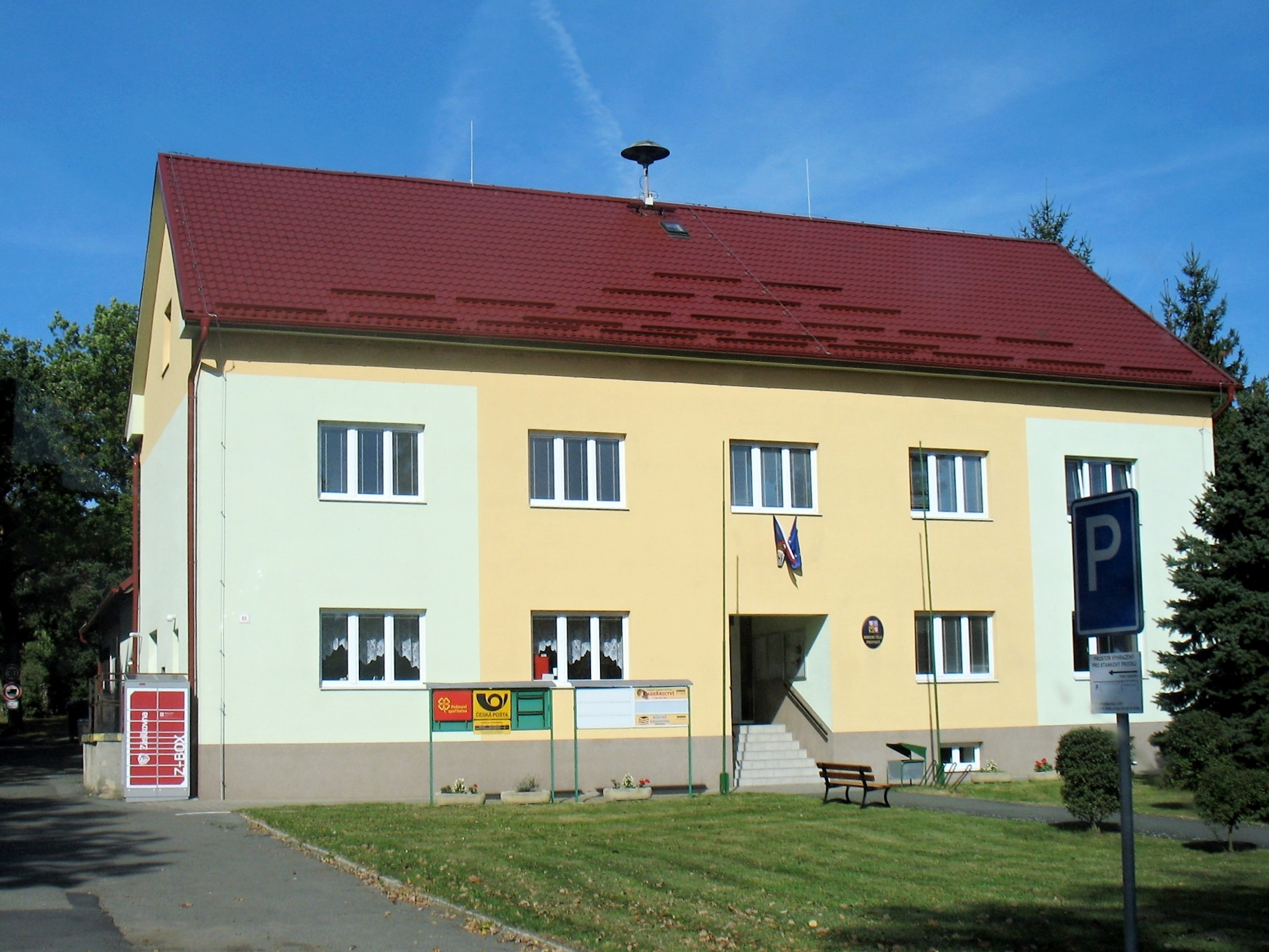
Budova obecního úřadu v Provodíně
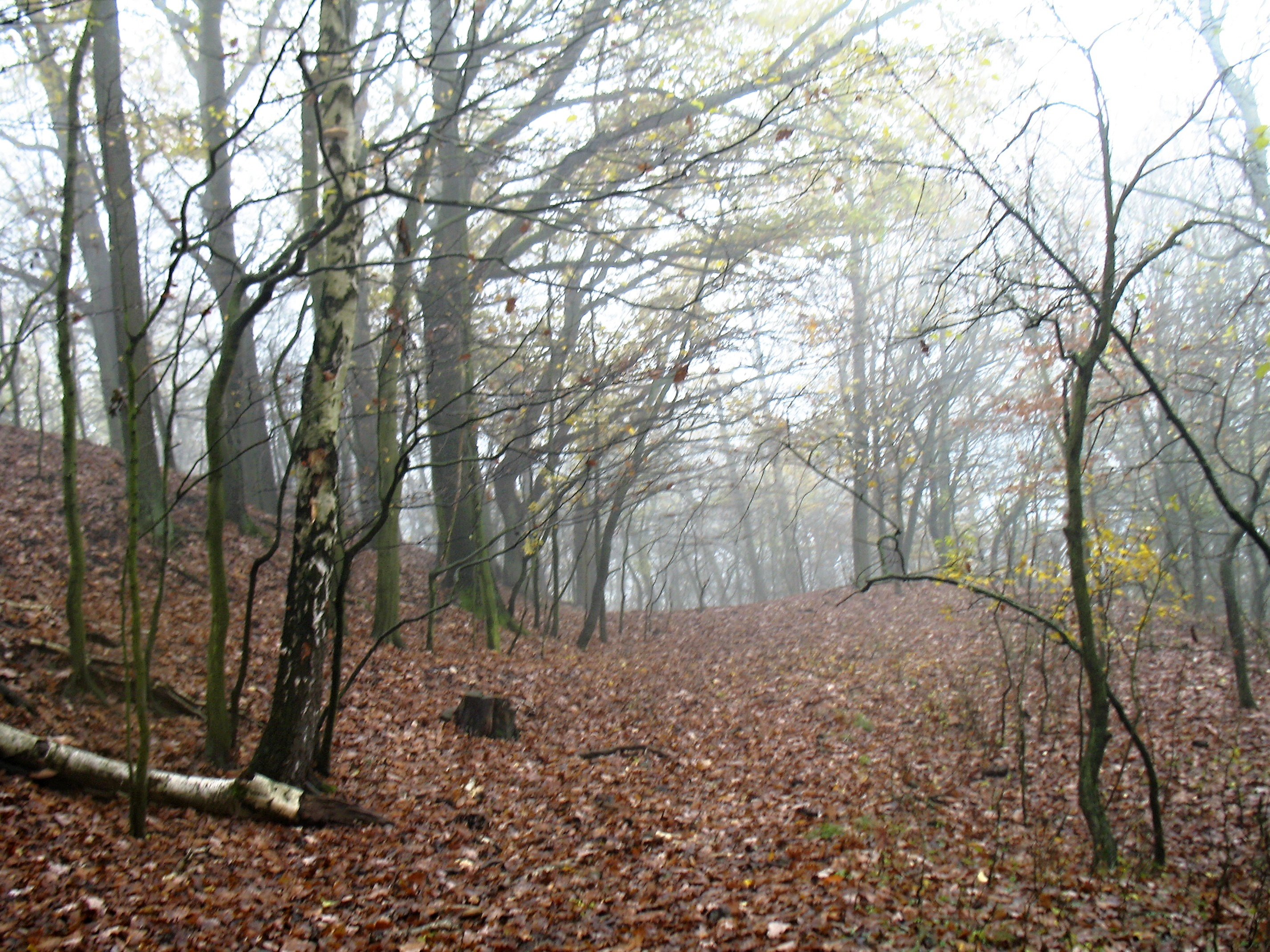
Cesta mezi starými lomy na vrcholu Puchavce
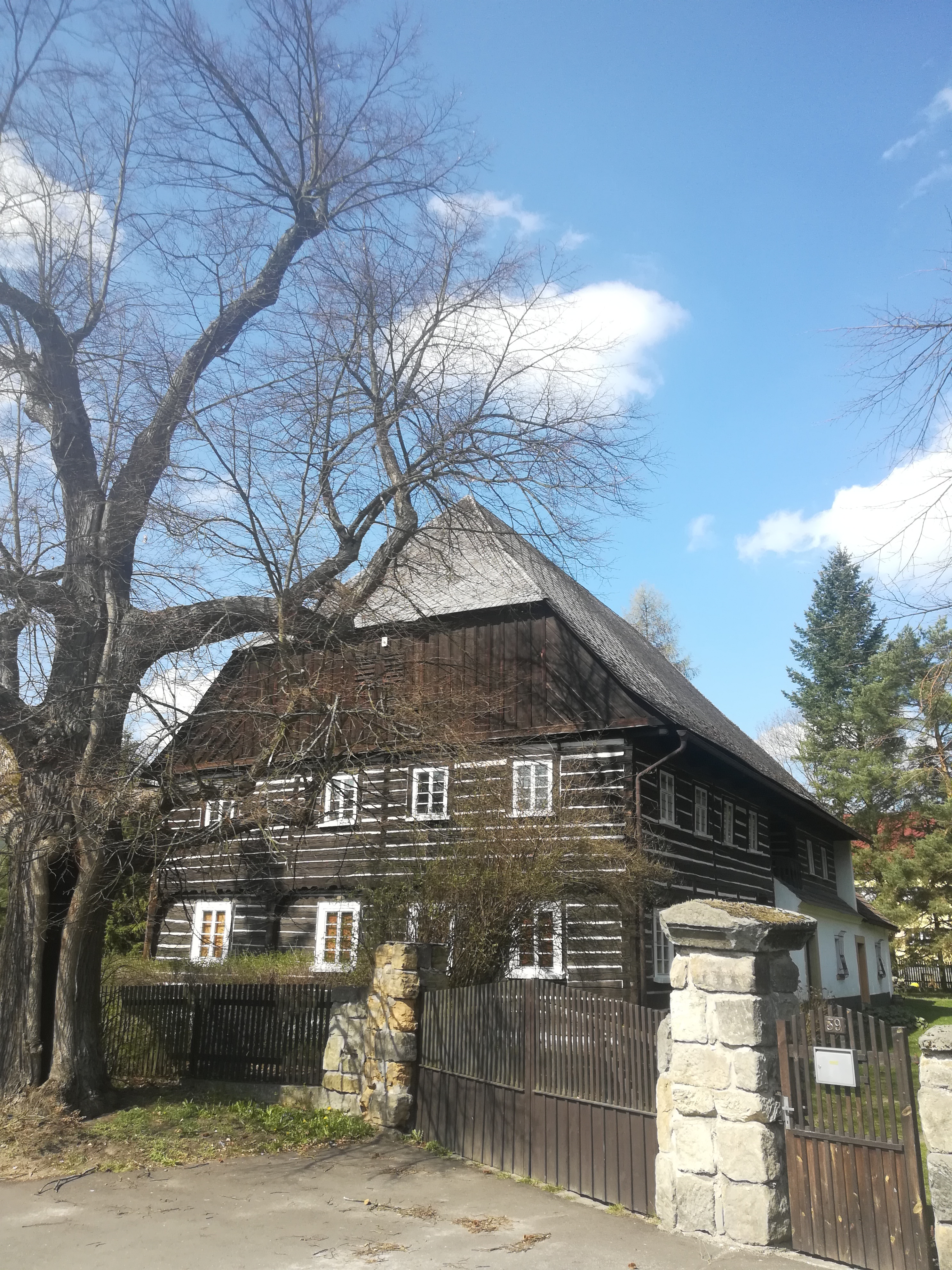
Bývalý zájezdní hostinec čp. 39
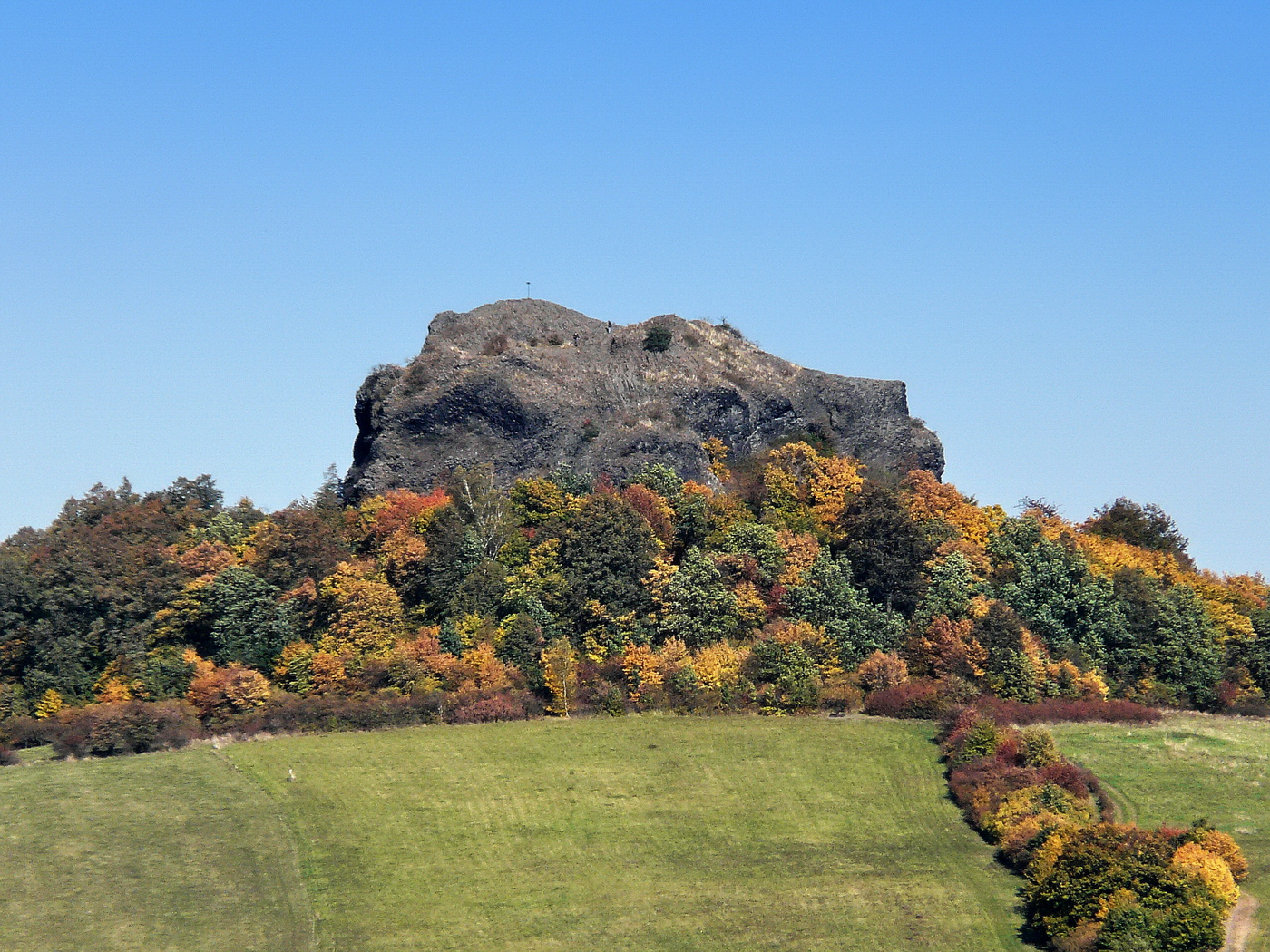
Čedičová skála Spící panna
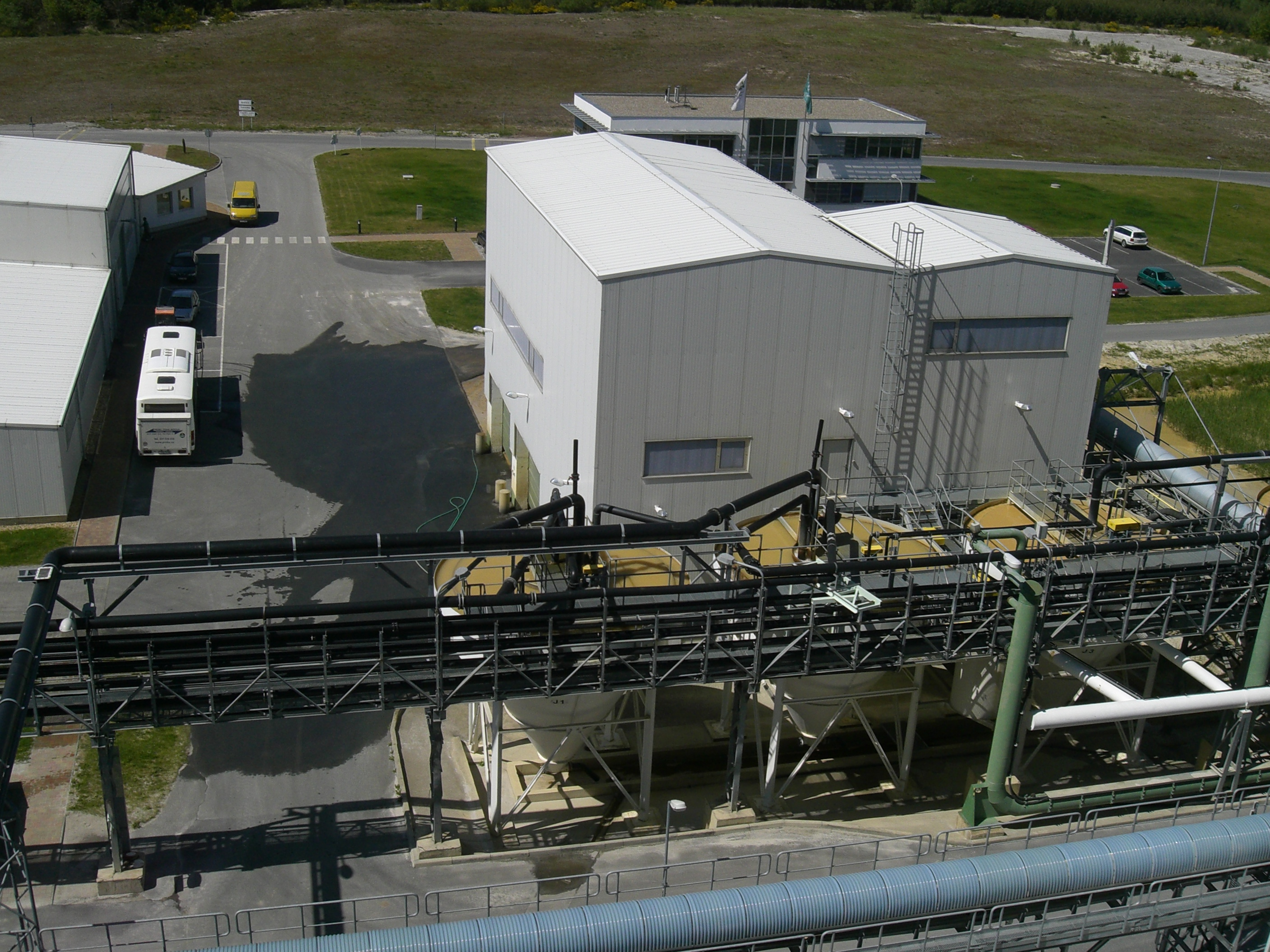
Úprava vytěžených písků v Provodíně